# Pfarrhaus (Immelstetten)
Das Pfarrhaus in Immelstetten, einem Ortsteil der Gemeinde Markt Wald im Landkreis Unterallgäu im bayerischen Regierungsbezirk Schwaben, wurde 1706 errichtet und steht unter Denkmalschutz. Das Gebäude befindet sich östlich der Kirche St. Vitus.

## Baubeschreibung

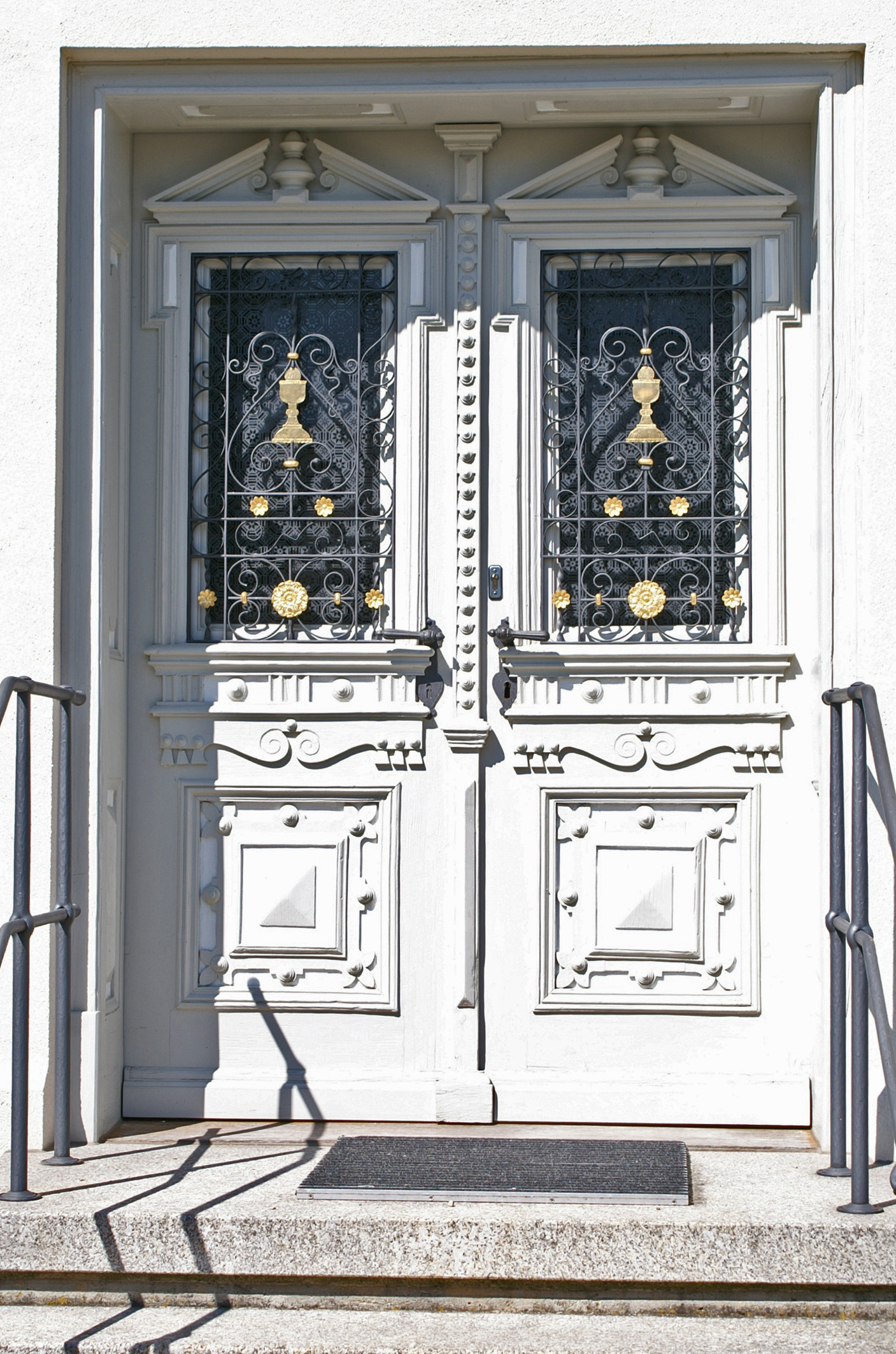
Eingangstüre des Pfarrhofes in Immelstetten

Das zweigeschossige Gebäude ist mit einem Satteldach gedeckt. Der darunterliegende Dachstuhl stammt aus der Zeit der Erbauung des Pfarrhofes. An den Längsseiten verläuft ein profiliertes Traufgesims, das sich auch an den Giebelschrägen fortsetzt. Eine Flachdecke, über Gesims mit Blattstab, befindet sich im Mittelflur des Gebäudes. Die rückwärtige Tür im Flur ist rundbogig und besitzt ein Oberlicht, das Türblatt ist rautenförmig und gedoppelt.